# Meo (cognome)
Meo è un cognome di lingua italiana.

## Varianti
De Meis, De Meo, Di Meo, Meazza, Meazzuoli, Mei, Meini, Meotti, Meucci, Meuzzi, Miot, Miotti.

## Origine e diffusione
Cognome tipicamente panitaliano, è presente prevalentemente al centro-nord.
Potrebbe derivare da un'aferesi di nomi come Matteo, Romeo e Bartolomeo, risultando quindi variante rispettivamente di Mattei, Romei e Bartolomei.
Le varianti De Meo e Di Meo sono tipiche dell'Italia meridionale; Meazza è lombardo; Meotti e Miot compaiono nel Triveneto.

## Persone
- Anna Maria Meo – musicologa e direttrice teatrale italiana
- Antonietta Meo (Nennolina) – venerabile italiana
- Damiano Meo (PhD) - ricercatore e professore
- Giancarlo Meo – produttore discografico italiano